# Anna Davia De Bernucci
Anna Davia De Bernucci (italià: Anna Davia (DAvia) Bernucci)  (Pieve di Cadore, 16 d'octubre de 1743 - Itàlia, 1810) va ser una cantant d'òpera italiana.
Filla d'Osvaldo i Maddalena da Via i casada amb el comerciant Giovanni Bernucci a Gènova, es va convertir en cantant després de la fallida del negoci del seu cònjuge.
El 1761 va debutar a l'òpera italiana d'Amsterdam, on es va convertir en una estrella. El 1777 va cantar a Varsòvia i, entre 1779 i 1785, va ser una celebrada prima-dona a Sant Petersburg, a Rússia, on va assolir una fama generalitzada junt a la seva compatriota Teresa Macciorletti-Blasi, en aquell temps també present a la capital russa. I va rebre un contracte per valor de 2800 rubles per part de Caterina II de Rússia Caterina la Gran.
Va marxar de Rússia vers Itàlia el 1785 i es va retirar el 1803.